# Kaahumanu III

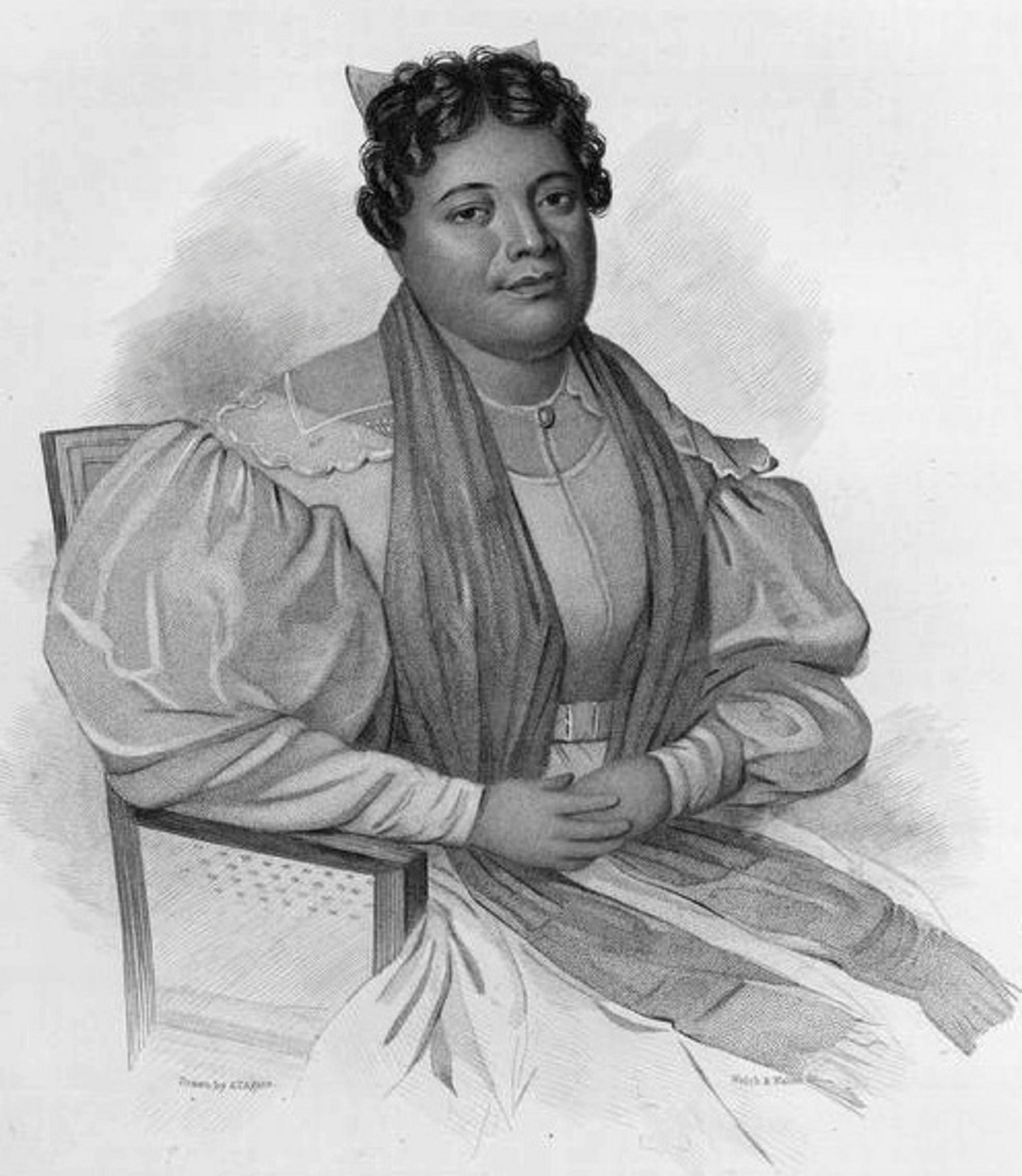
Kaahumanu III

Kaahumanu III, kristet namn Miriam, född 27 juli 1794, död 7 juni 1845, prinsessa, drottning och medregent av Hawaii. Hon var medregent 1839-1845. 
Hon var brorsdotter, senare styvdotter, och till sist 1809 gift med Kamehameha I som hans åttonde maka. Hon blev änka 1819, och gifte då om sig med sin kusin och styvson kung Kamehameha II. Hon blev änka för andra gången 1824. Dessa incestuösa äktenskap ingick i den kungliga traditionen. 
Hon blev 1839 kuhina nui, medregent, till kung Kamehameha III. Som sådan undertecknade hon statens dokument och hade exklusiv vetorätt. 1840 utfärdade hon med sin medregent Hawaiis första konstitution, och grundade dess parlament. Hon satt sedan i rådsförsamlingen. 
I sitt tredje äktenskap med Charles Kanaina blev hon mor till Lunalilo, som 1874 blev kung.